# 空×少年
空×少年（そら・かける・しょうねん）は、2009年6月17日に発売されたキマグレンの2ndアルバム。

## 解説
オリジナルフルアルバムとしては、前作『ZUSHI』以来、およそ11ヶ月振りとなる。
5thシングル「君のいない世界」との同時発売。

## 収録曲
- 通常盤は全13曲収録、初回盤はボーナストラック抜きの全12曲
- 全曲、作詞:KUREI、作曲:ISEKI(ただし、BONUS TRACKは除く。two友はゆずとの共作)

1. Hello
イオン化粧品CMソング
2. 海岸中央通り(Album ver.)
5thシングルのカップリングのアレンジ。
3. two友(Kimagure ver.) 
ゆずとのコラボレーション作品
4. 恋熱
au LISMOドラマ「土俵際のアリア」主題歌
5. 愛 NEED
3rdシングル。
フジテレビ系ドラマ「Room Of King」主題歌
6. 君のいない世界
5thシングル。
本作との同時発売。
シルク・ドゥ・ソレイユ「コルテオ」日本公演イメージソング
7. 天国の郵便ポスト
4thシングル。
8. 空×少年
本作の表題曲。
日本コカ・コーラ「Happy Music サマーキャンペーン」タイアップソング
9. 泣くし者
10. サヨナラの朝
4thシングルのカップリング。
ギャガ・コミュニケーションズ配給映画「ミーアキャット」日本語吹替版主題歌
11. ただいま
12. また好きになる
13. TOP OF THE WORLD(BONUS TRACK)
カーペンターズのトップ・オブ・ザ・ワールドのカバー。
ライオン「香りつづくトップ」CMイメージソング

## 演奏
- GIRA MUNDO：Arrangement, Programming, Guitar
- 西岡ヒデロー：Trumpet & Horn Arrangement (#2.4.5)
- 石戸谷斉：Trombone (#2.4)
- 北川悠仁 (ゆず)：Vocals (#3)
- 岩沢厚治 (ゆず)：Vocals & Guitar (#3)
- KEIKO (Vanilla Mood)：Piano (#5.7.11.12)
- 鈴木俊介：Guitar (#5)
- 宮内岳太郎：Trombone (#5)
- Kayo：Backing Vocal (#6)
- 山平憲嗣：Erhu (#9)